# Gierseilfähre

Schema einer Gierfähre

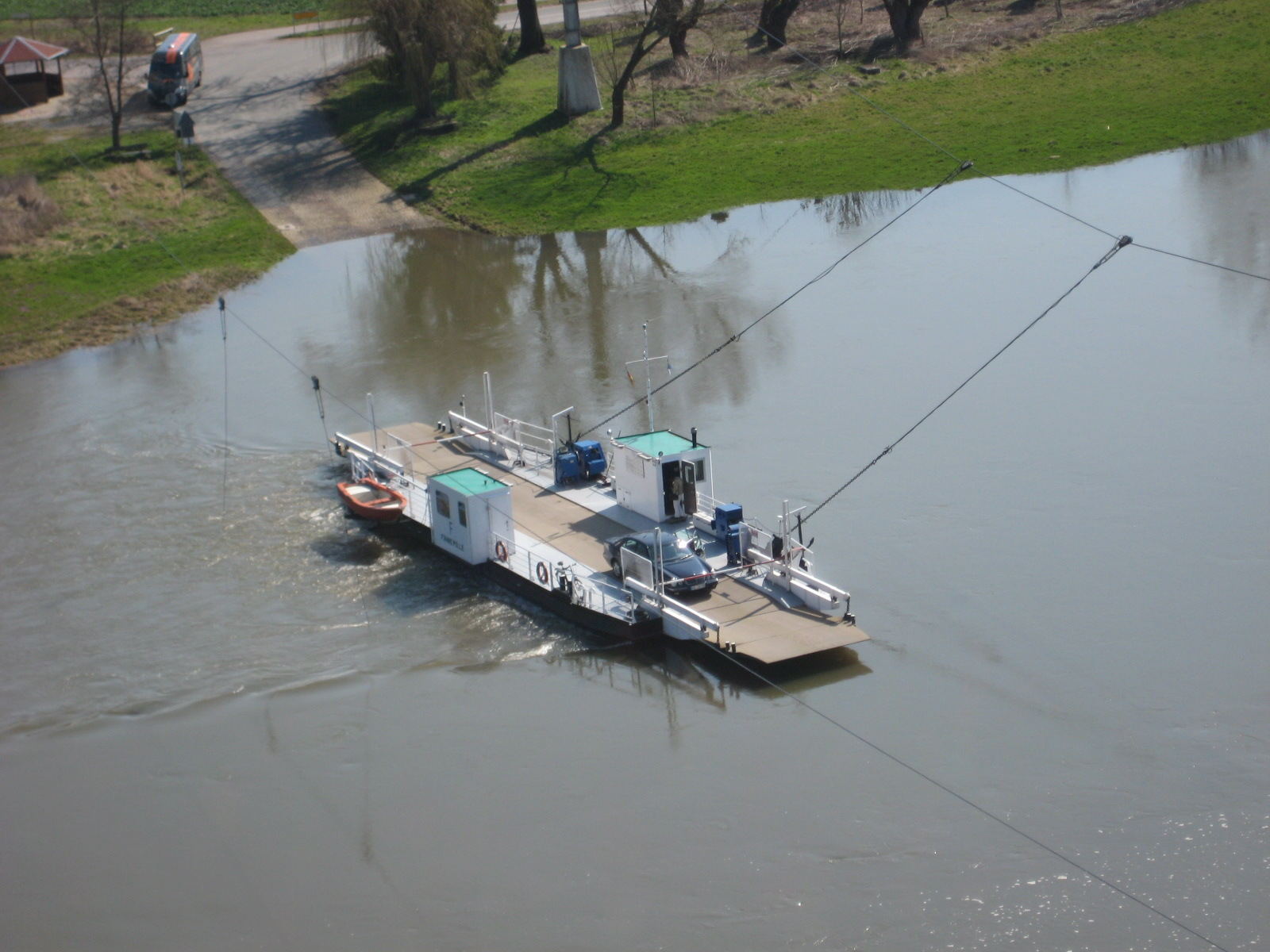
Rollfähre in Polle/Weser in Betrieb

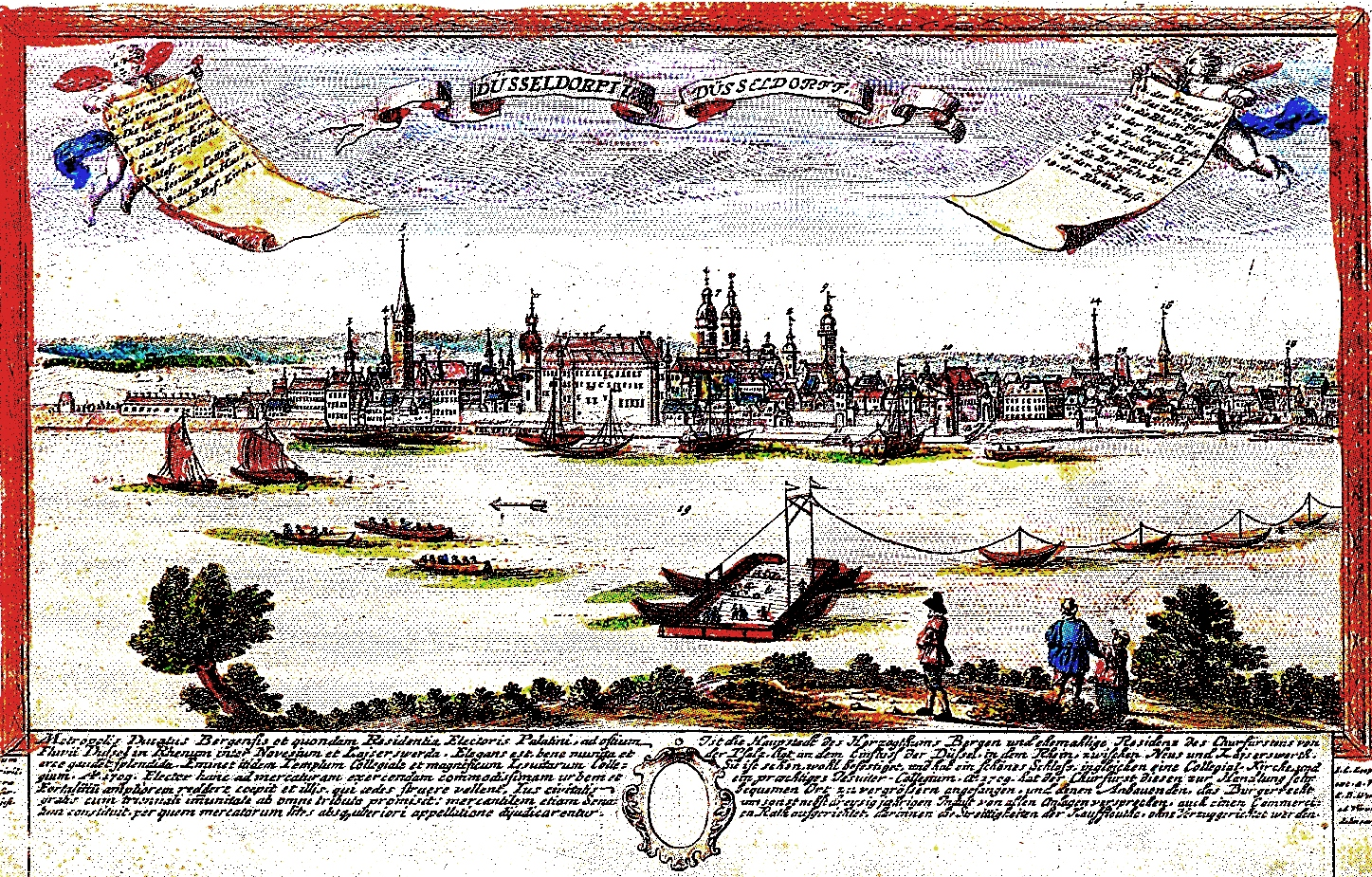
Gierponte auf dem Rhein vor Düsseldorf, kolorierter Kupferstich, 1729

Eine Gierseilfähre (auch Gierfähre, Gierponte, Fliegende Brücke oder Fliegende Fähre genannt) ist ein Fährtyp, der zur Fortbewegung die Strömung des zu überquerenden Flusses ausnutzt.
Die Technik der Gierfähre (von gieren im Sinne einer Drehbewegung um die Hochachse des Schiffes) erfand der Niederländer Hendrick Heuck aus Nijmegen im Jahr 1657, um den Verkehr über die breite Waal zu erleichtern.

## Funktionsweise
Eine Gierseilfähre hängt an einem langen Drahtseil, das sich kurz vor der Fähre aufteilt und an Bug und Heck der Fähre befestigt ist. Verändert sich nun die Länge der Enden zueinander, verändert sich auch der Anstellwinkel der Fähre zum Strom. Der Druck des anströmenden Wassers drängt die Fähre seitwärts. Das Drahtseil wird im Fluss verankert und für die Schifffahrt mit Bojen markiert. Damit die Fahrrinne frei bleibt, liegt der Anker für das Drahtseil nicht in deren Mitte.
Alternativ kann die Schräglage gegen die Strömung auch durch entsprechend große Ruder an der Fähre erfolgen, dann ist kein aufspaltendes Gierseil notwendig. Bei einer seltenen Variante in Valakampiai wird das Ruder zu einem gierbaren Kiel unter einem symmetrischen Rumpf, der selber nicht giert.
Auch mit einem Grundseil kann eine Fähre durch die Strömung angetrieben werden. Das Seil wird über Rollen geführt, welche so angebracht sind, dass die gewünschte Lage der Fähre erfolgt. Für den Richtungswechsel werden die Rollen bzw. ihre Belegpunkte gewechselt. Für die ehemalige Ostefähre in Oberndorf wurde genau dokumentiert, wie schwierig die Aufgabe der Fährmänner war, dies im Gezeitenstrom zu tun, da das Seil auch bei Gezeitenwechsel transferiert und die Fähre gedreht werden musste.
Es gibt auch Gierseil-Rollfähren mit nur einem Seil, wie bei den Donaufähren in Matting (1854 gebaut) und der Solarflotte in Ulm. Der Antrieb erfolgt in Polle durch zwei, in Matting und in Ulm nur durch ein Ruder, die durch Eindrehen in die Strömung des Flusses die gewünschten Kräfte erzeugen.

Rollfähre mit einem Seil, zwei Rümpfen und Rudersteuerung (Spanien / Ebro / Miravet)

Eine andere Technik – die Rollfähre – benutzt statt eines Y-Gierseils zwei getrennte Seile: an beiden Ufern wird je ein Pylon aufgestellt, über die hoch über dem Wasser eine Stahltrosse gespannt wird. Das zweite Seil wird an einer Laufkatze oder Laufrolle befestigt, die über die Trosse zwischen beiden Ufern hin und her läuft. Dadurch wird die Flussschifffahrt nicht behindert. Nach diesem Prinzip funktionieren die Basler Fähren und mehrere Fähren an der Weser, z. B. die von Polle sowie die archaisch anmutende Konstruktion bei Miravet, die den Ebro überquert (Spanien): Beeindruckend ist die völlig geräuschfrei vonstatten gehende Überfahrt.

## Mathematische und physikalische Grundlagen

Kräftediagramm einer Rollseilfähre

Durch die Einstellung des Anstellwinkels der Fähre relativ zur scheinbaren Strömung wird mit den Seilen oder einem Ruder dafür gesorgt, dass die hydrodynamische Kraft des vom Seil gehaltenen Bootskörpers in die gewünschte Fahrtrichtung wirkt. In der Regel ist die Auftriebskomponente (L) dieser Kraft quer zur scheinbaren Strömung etwas größer als deren Widerstandskomponente (D) parallel dazu. Der Vektor der resultierenden Kraft (R) kann nunmehr in zwei senkrechte Komponenten, eine Längskomponente sowie eine Querkomponente (T), zerlegt werden. Diese Querkomponente sorgt für die motorlose Überquerung des Flusses. Ihr Betrag ist – in der zweidimensionalen Vereinfachung der dreidimensionalen Geometrie – gleich groß wie die entgegengesetzte Reibkraft der Rollen in der Luft oder der Gierseilen mit Bojen im Wasser.
Das Rollseil oder Gierseil zeigt im günstigsten Fall fast genau stromabwärts – wenige Grad fehlen, wenn die Reibung der Rollen oder der Schwimmbojen gering ist. Dann kann ein solcher Bootskörper gleich schnell queren wie die Flussgeschwindigkeit (vergleiche Kräftediagramm). Würde der Bootskörper wie bei einem Segelboot mit einem Schwert oder Kiel versorgt, wäre das Auftriebs- zu Widerstandsverhältnis (L/D) größer und eine Rollfähre könnte mit widerstandsarmen Rollen fast so schnell kreuzen wie dieses Verhältnis mal die Flussgeschwindigkeit.
Nahe den Ufern ist die Strömung niedriger und die Winkel der Seile werden ungünstiger, so dass die Geschwindigkeit abnimmt. Zum Anlegen wird die Fähre fast ganz parallel zur Strömung gedreht, so dass deren starke Querkraft fast verschwindet und sie sanft zum Steg gleitet. Auf diese Weise kann die steuernde Person die Fähre auch in Flussmitte verlangsamen oder zum Stillstand bringen.

## Verbreitung
Ein Grund für die Verbreitung von Gierfähren auf Elbe, Saale, Main und Neckar zum Ende des 19. und Anfang des 20. Jahrhunderts war die Kettenschifffahrt. Kettenschleppschiffe zogen sich und angehängte Frachtschiffe entlang einer längs im Fluss liegenden Kette flussaufwärts. Die Kette wurde von den Kettenschiffen vorne vom Grund des Flusses aufgehoben, über das Deck gezogen und hinten wieder in den Fluss abgelassen. Eine Überkreuzung dieser Kette mit dem Seil vorhandener Seilfähren war nicht möglich. Daher erfolgte mit der Einführung der Kettenschifffahrt eine Umstellung dieser Fähren auf Gierseilfähren, weil dort das Seil an den Bojen befestigt ist und aufgrund der Seilspannung dicht an der Wasseroberfläche verläuft. Die Umstellung musste von den Kettenschleppschifffahrtsgesellschaften bezahlt werden.

### Deutschland
Eine hohe Dichte an Gierfähren gibt es in Deutschland auf der Elbe und der Weser.

#### Elbe
- Schmilka, nach 1990 Ersatz durch Motorfähre
- Rathen, siehe Bergland (Schiff, 1954)
- Dresden-Pillnitz, Autofähre, nach 1990 Ersatz durch Motorfähre
- Niedermuschütz
- Fähre Mühlberg, 2008 durch eine Straßenbrücke ersetzt
- Fähre Belgern
- Fähre Dommitzsch / Stadt Prettin
- Pretzsch
- Elster (Elbe)
- Coswig (Anhalt)
- Aken (Elbe)
- Fähre Breitenhagen
- Fähre Barby
- Fähre Groß Rosenburg/Werkleitz
- Fähre Westerhüsen bei Magdeburg
- Fähre Arneburg
- Fähre Sandau
- Räbel

Die beiden Elbfähren in Barby und Breitenhagen sind mit der Saalefähre in Groß Rosenburg durch die 3-Fähren-Tour, einen 24 km langen Rundweg, verbunden.

#### Oste
- Ostefähre Gräpel

Siehe auch die Liste der ehemaligen Ostefähren

#### Saale
- Wettin – Zaschwitz[6]
- Brachwitz (Wettin-Löbejün)[7]
- Brucke – Rothenburg[8]
- Calbe – Gottesgnaden[9]
- Groß Rosenburg

#### Mulde

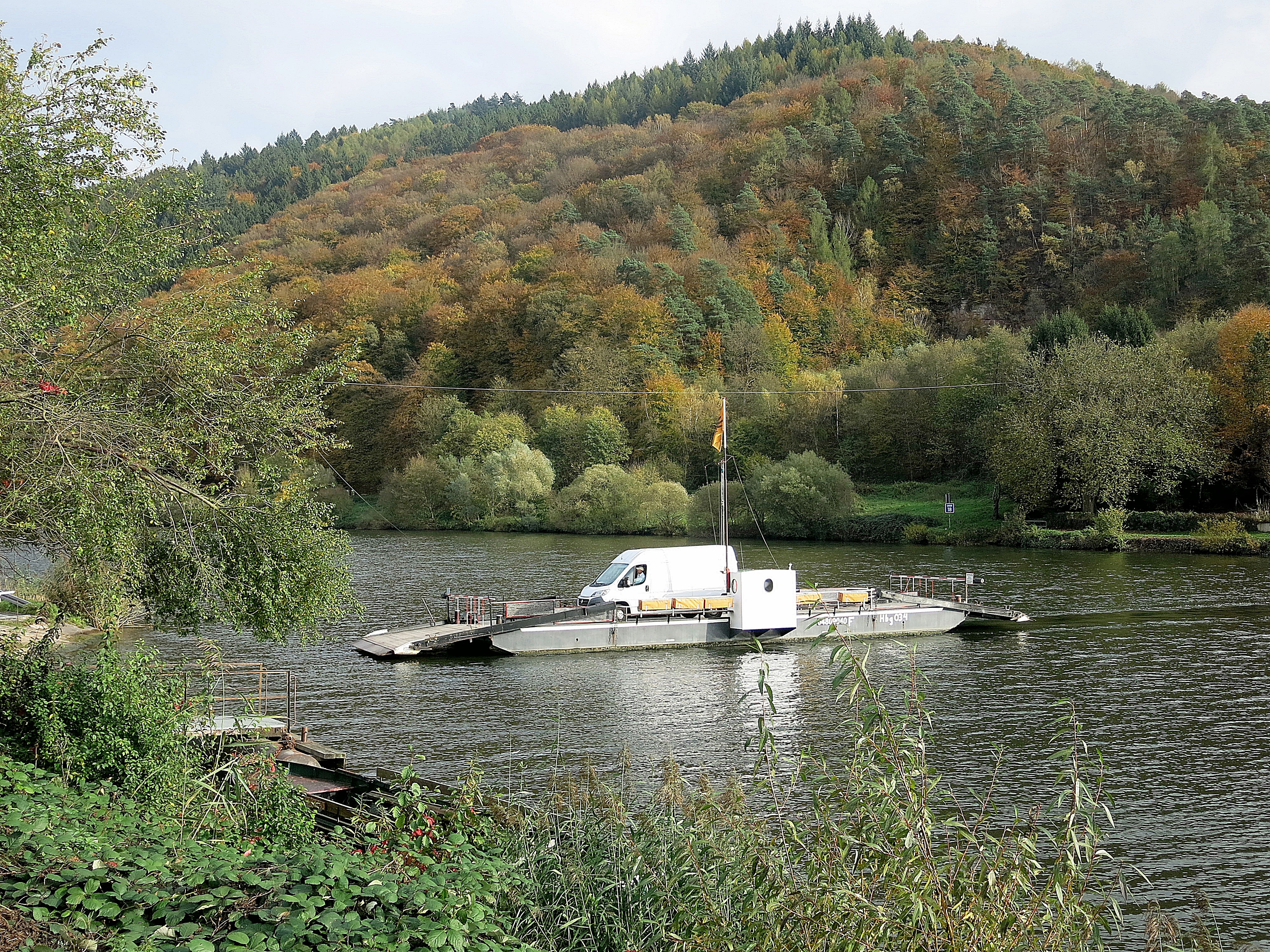
Fähre bei Neckarsteinach

- Höfgen, siehe auch: In der Strömung

#### Neckar
- Neckarfähre für Kraftfahrzeuge zwischen Neckarhausen (Hessen) und Neckarhäuserhof, der zum Neckargemünder Ortsteil Mückenloch in Nordbaden am Südufer des Neckars gehört. Es handelt sich hier um eine Rollfähre. Seit 1803 besteht diese Fährverbindung zwischen Hessen und Baden(-Württemberg). Andere Gierseilfähren in diesem Flussabschnitt wurden in der Nachkriegszeit eingestellt.

#### Weser
- Weserfähre Veckerhagen: Veckerhagen–Hemeln[10]
- Weserfähre Oedelsheim: Oedelsheim–Gottstreu
- Weserfähre Lippoldsberg: Lippoldsberg–Gewissenruh
- Wahmbeck (Bodenfelde)
- Herstelle–Würgassen (nur Personen und Fahrräder)
- Wehrden (Weser) (nur Personen und Fahrräder)
- Polle
- Grohnde
- Großenwieden
- Schweringen

Bis nach 2000 waren noch zwei weitere Fähren in Betrieb: Die Gierseilfähre zwischen Hehlen und Daspe wurde 2004 nach einem Brückenneubau außer Betrieb genommen und in Bodenwerder aufgelegt. In Hajen (Emmerthal) verkehrte zuletzt 2011 die Fähre auf das gegenüberliegende Ufer bei Grohnde, sie wurde ersatzlos verschrottet.

#### Donau
Auf der Donau gibt es vollständig handbetriebene Rollfähren in:
- Fähre Eining
- Stausacker (bei Kloster Weltenburg) und
- Matting unweit von Regensburg
- Sandbach (Vilshofen an der Donau)

Die Donaufähre Mariaposching–Stephansposching ging nach einem Unfall am 19. April 2016 außer Betrieb und wurde Anfang 2019 durch eine frei fahrende Motorfähre ersetzt.

#### Rhein

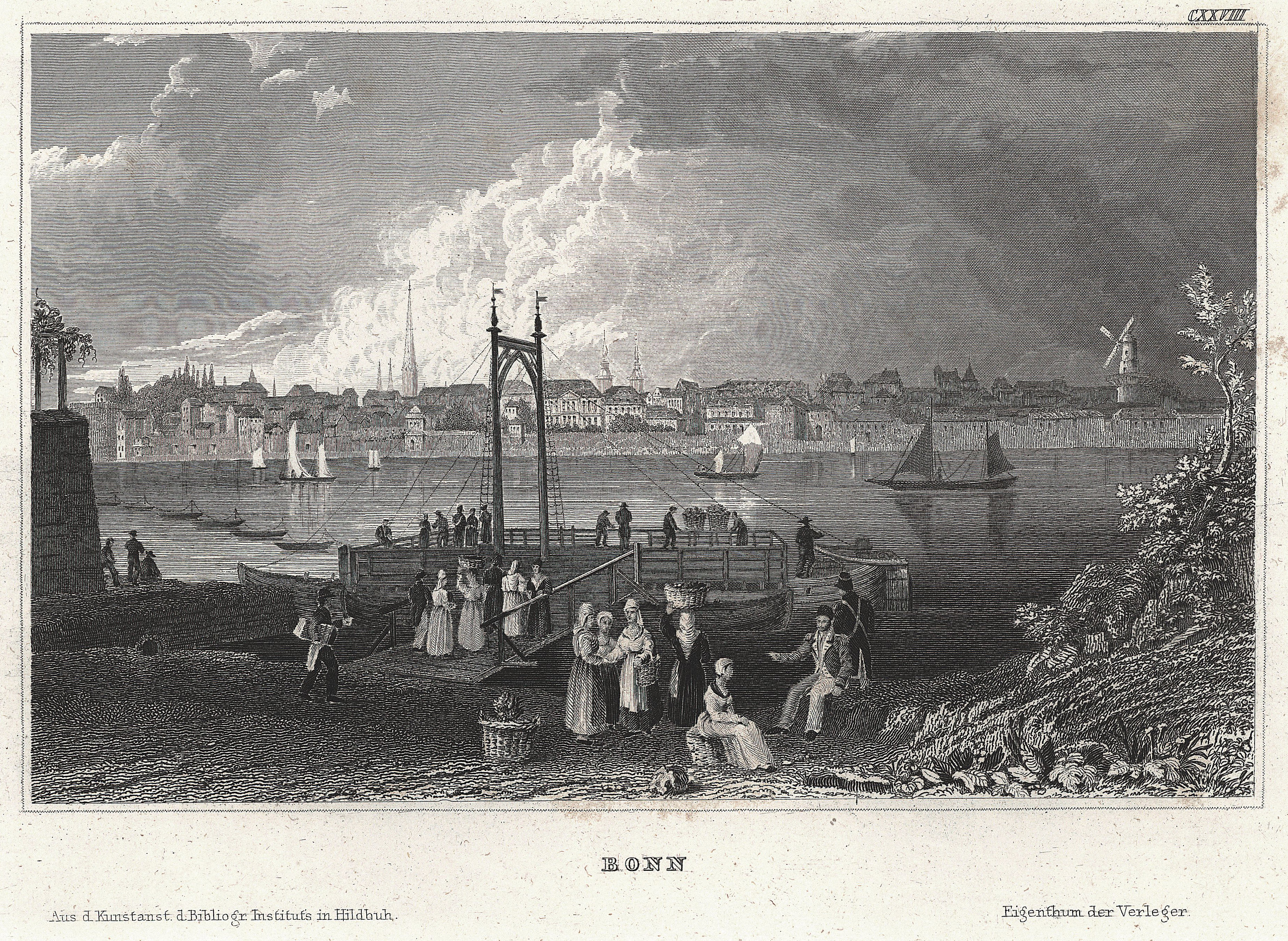
Gierfähre in Bonn, ca. 1836

Auch auf dem Rhein wurde dieser Fährtyp zwischen dem 17. und 20. Jahrhundert zur Überquerung des Stroms genutzt. Zu Beginn noch als „fliegende Brücken“ bezeichnet, gab es solche Fähren zunächst an der Mannheimer Rheinschanze (1669) und in Köln mit der Deutzer Gierponte (ab 1674), später auch in Düsseldorf (ab 1689), zwischen Bonn und Vilich, Koblenz und Ehrenbreitstein (siehe Fliegende Brücke (Koblenz)), Neuwied und Weißenthurm (1817) sowie zwischen Altrip und Mannheim (1891). Auch zwischen Worms-Rheindürkheim und Nordheim existierte mindestens von 1894 bis mindestens 1953 eine „fliegende Brücke“.
Heute gibt es auf dem Rhein nur noch wenige Gierseilfähren wie etwa die Rheinfähre Plittersdorf–Seltz (ab 1956). Die sich ganz in der Schweiz befindenden Basler Fähren sind nur zu Fuß benutzbar und haben wegen der nahegelegenen Rheinbrücken nur eine geringe verkehrstechnische Bedeutung. Sie werden hauptsächlich aus historischen und touristischen Gründen erhalten. Die Fähren in Basel haben keine Gierseile, sondern das Halteseil bewegt sich mittels eines Läufers an einem Tragseil, welches genügend hoch über den Rhein gespannt ist, um die Rheinschifffahrt nicht zu behindern. Bei diesen Rollfähren wird zum Umkehren der Anströmung das Halteseil mit einem Schwengel auf die jeweils andere Bootsseite gelegt und der genaue Anströmwinkel mit einem Ruder eingestellt.
Siehe auch die grenzüberschreitenden Rollfähren unter Schweiz.

#### Sieg
Auf der Sieg ist nahe ihrer Mündung in den Rhein die Siegfähre (ab 1777) zwischen Troisdorf-Bergheim und Bonn-Geislar als älteste Einmann-Gierfähre noch in Betrieb.

#### Regnitz (Franken)
- Die Gierseilfähre in Pettstadt ist die älteste in Franken und lässt sich bis ins 14. Jahrhundert belegen.[19] Sie ist nach wie vor in Gebrauch.
- Die Chance-Jugend-Fähre in Bamberg existiert dagegen erst seit 2012. Sie quert die Regnitz bei Mühlwörth.[20]

### Österreich
In Österreich verkehren über die Donau vier Rollfähren:
- Drahtseilbrücke Ottensheim
- Rollfähre Spitz–Arnsdorf
- Rollfähre von Weißenkirchen nach St. Lorenz
- Rollfähre Korneuburg–Klosterneuburg

Ehemalige Rollfähren:
- Rollfähre Melk – Emmersdorf an der Donau
- Rollfähre Pöchlarn – Klein-Pöchlarn
- Rollfähre Ybbs an der Donau – Persenbeug
- Rollfähre Marbach an der Donau – Krummnußbaum

Ehemalige Gierseilfähren:
- Zwischen etwa 1820 und 1901 war die „fliegende Brücke“ in Mauthausen im Einsatz.

### Schweiz
Die meist mit Schwengel, selten mit dem V-förmigen Gierseil ausgestatteten Seilfähren sind an verschiedenen Orten in der Schweiz als Fußgängerübergänge erhalten geblieben. Oft werden sie in Naherholungsgebieten von den Gemeinden betrieben oder unterstützt. Das Führen einer Fähre bedarf spezieller Zulassungsprüfungen, um die Sicherheit zu gewährleisten. So gibt es noch folgende Seilfähren mit regelmäßigen Fährbetrieb:
- Bodenackerfähre über die Aare in Muri bei Bern (Rollfähre) mit Schwengel
- Fähre Reichenbach über die Aare bei Zollikofen mit Schwengel[21]
- Fähre Zehendermätteli über die Aare bei Bern mit Schwengel
- Fähre Wolfwil–Wynau über die Aare bei Wolfwil
- Fähre über den Doubs| bei Tariche
- Fähre Kloster Fahr–Schlieren, mit Schwengel
- Vier Basler Fähren über den Rhein mit Schwengel, Beschrieb siehe unter Rhein
- Fähre Mumpf–Bad Säckingen über den Rhein bei Mumpf mit Schwengel
- Fähre Zurzach–Kadelburg über den Rhein bei Kadelburg-Barz (Zurzach) mit Schwengel
- Rheinfähre Ellikon–Nack zwischen Marthalen und Nack, Gemeinde Lottstetten mit Schwengel, in Betrieb seit 1896.
- Fähre über die Reuss bei Sulz, Gemeinde Künten
- Fähre über die Sitter bei Bischofszell mit Gierseil

### Niederlande
- Fähre über den Lek bei Culemborg

## Galerie

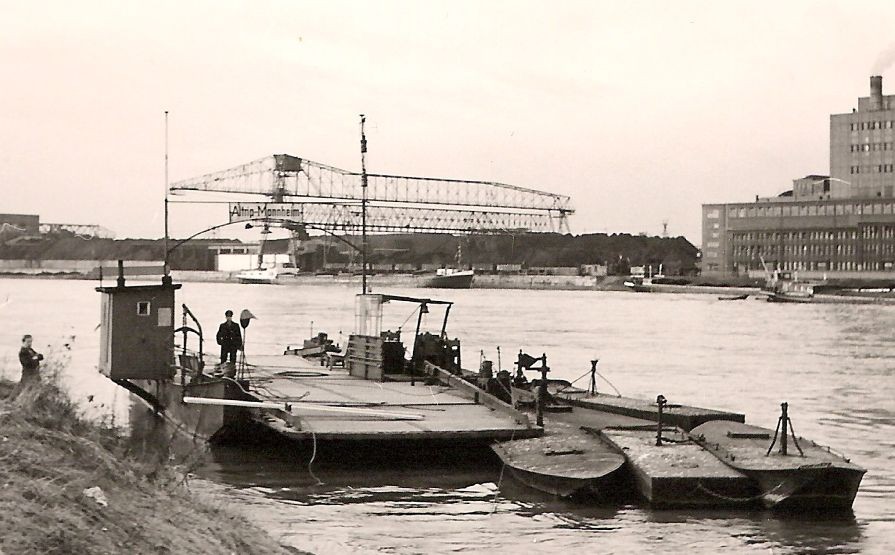
Alte Gierfähre Altrip–Mannheim, kurz nach ihrer Stilllegung (Februar 1958)
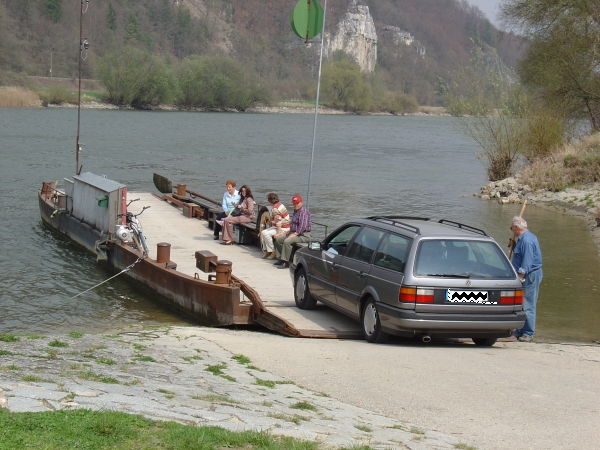
Seilfähre über die Donau bei Matting
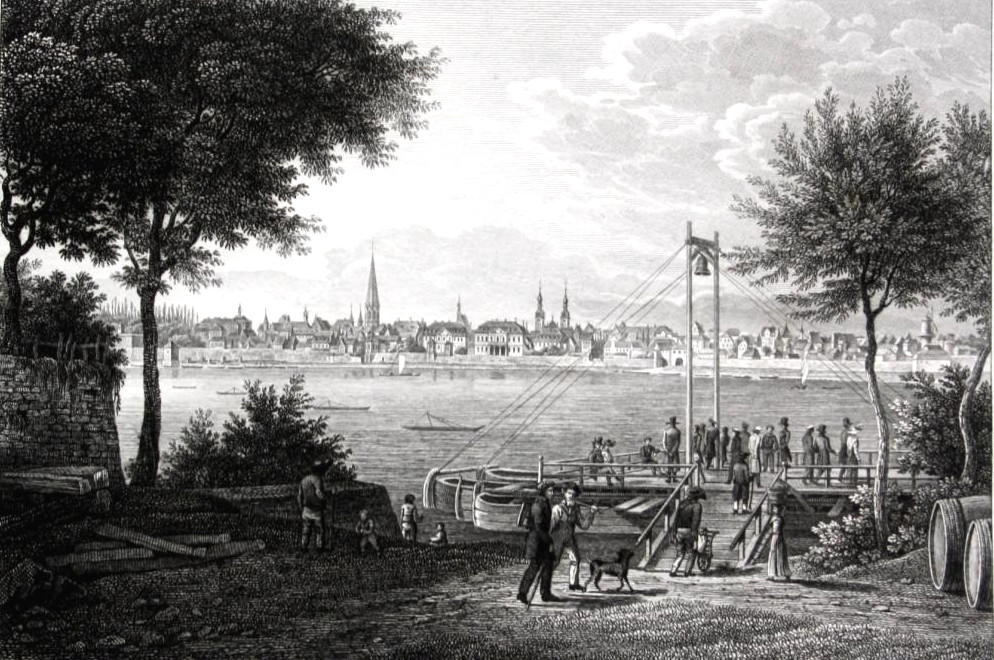
Gierponte Bonn–Vilich (1676)
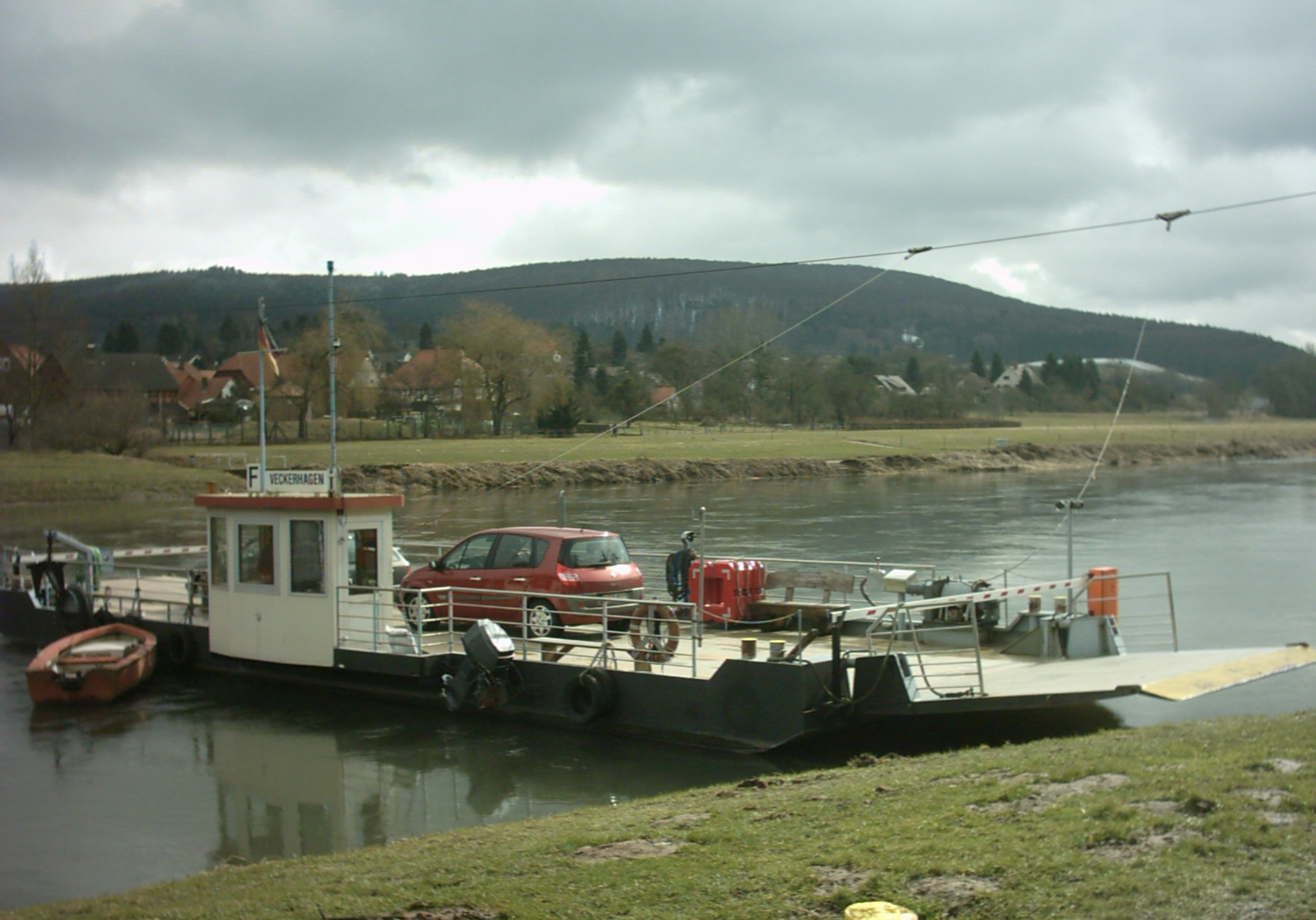
Rollfähre zwischen Veckerhagen und Hemeln (Weser)
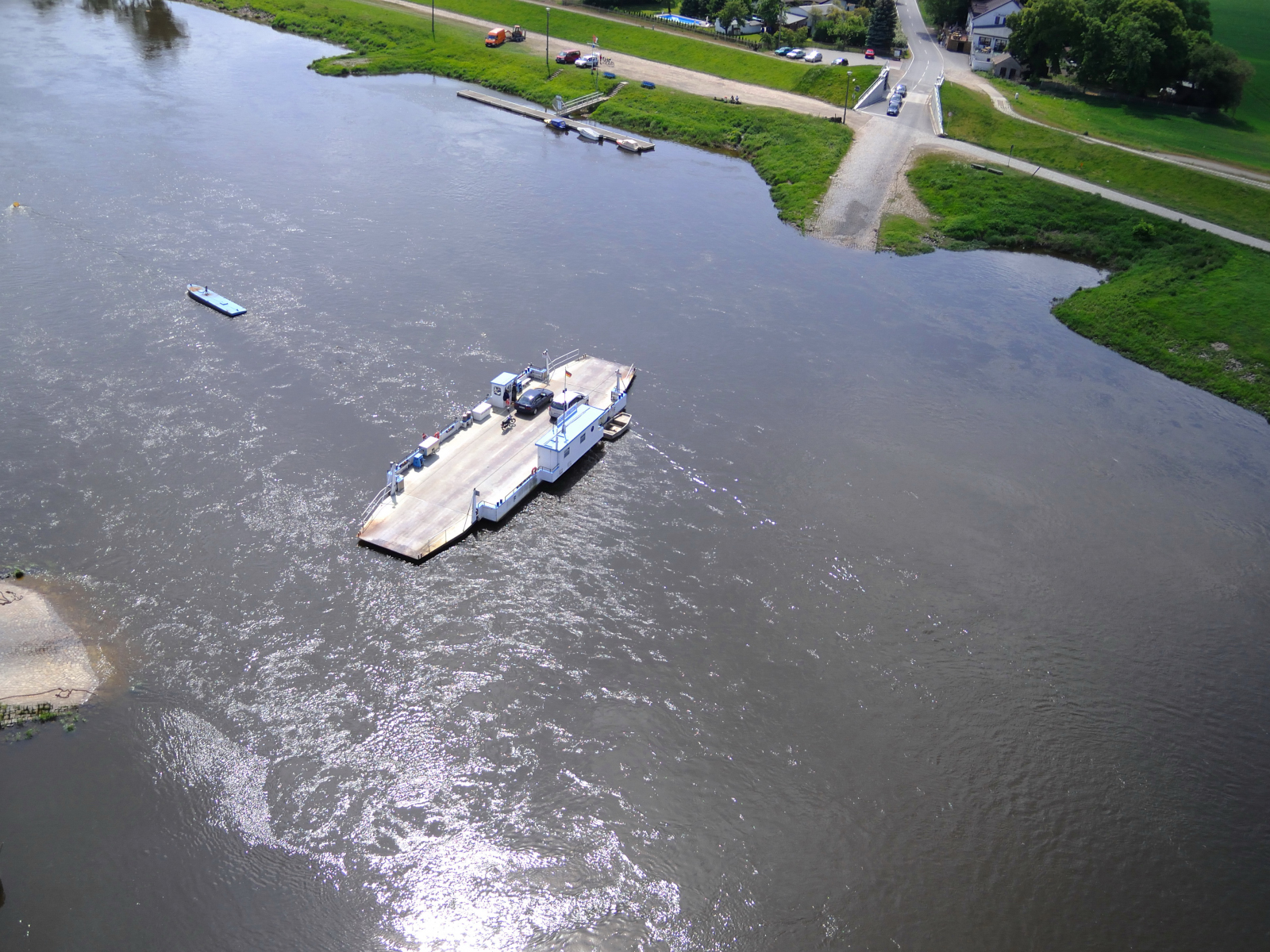
Gierseilfähre in Dommitzsch, Elbe
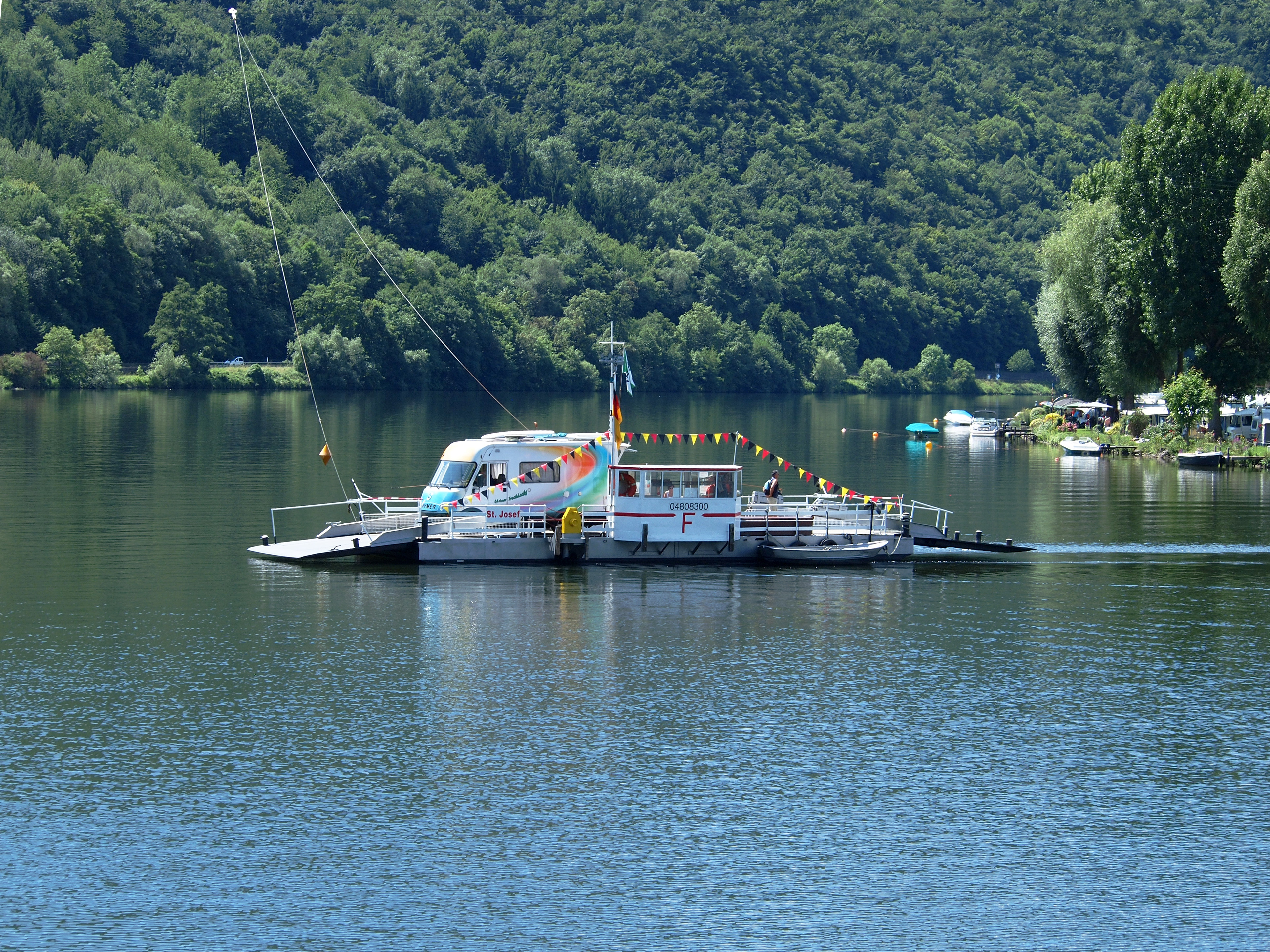
Seilfähre bei Beilstein (Mosel)
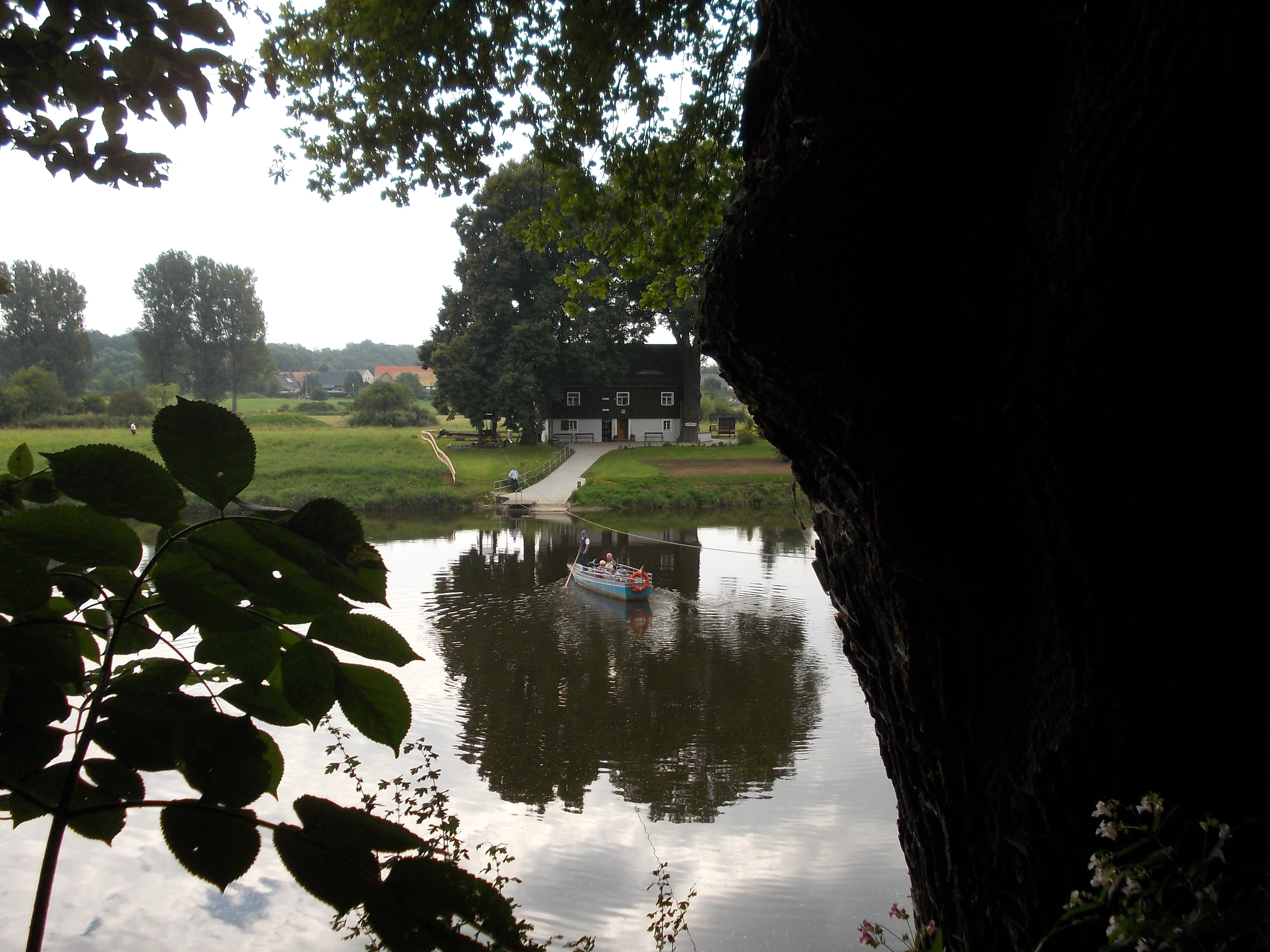
Muldefähre Höfgen bei Grimma
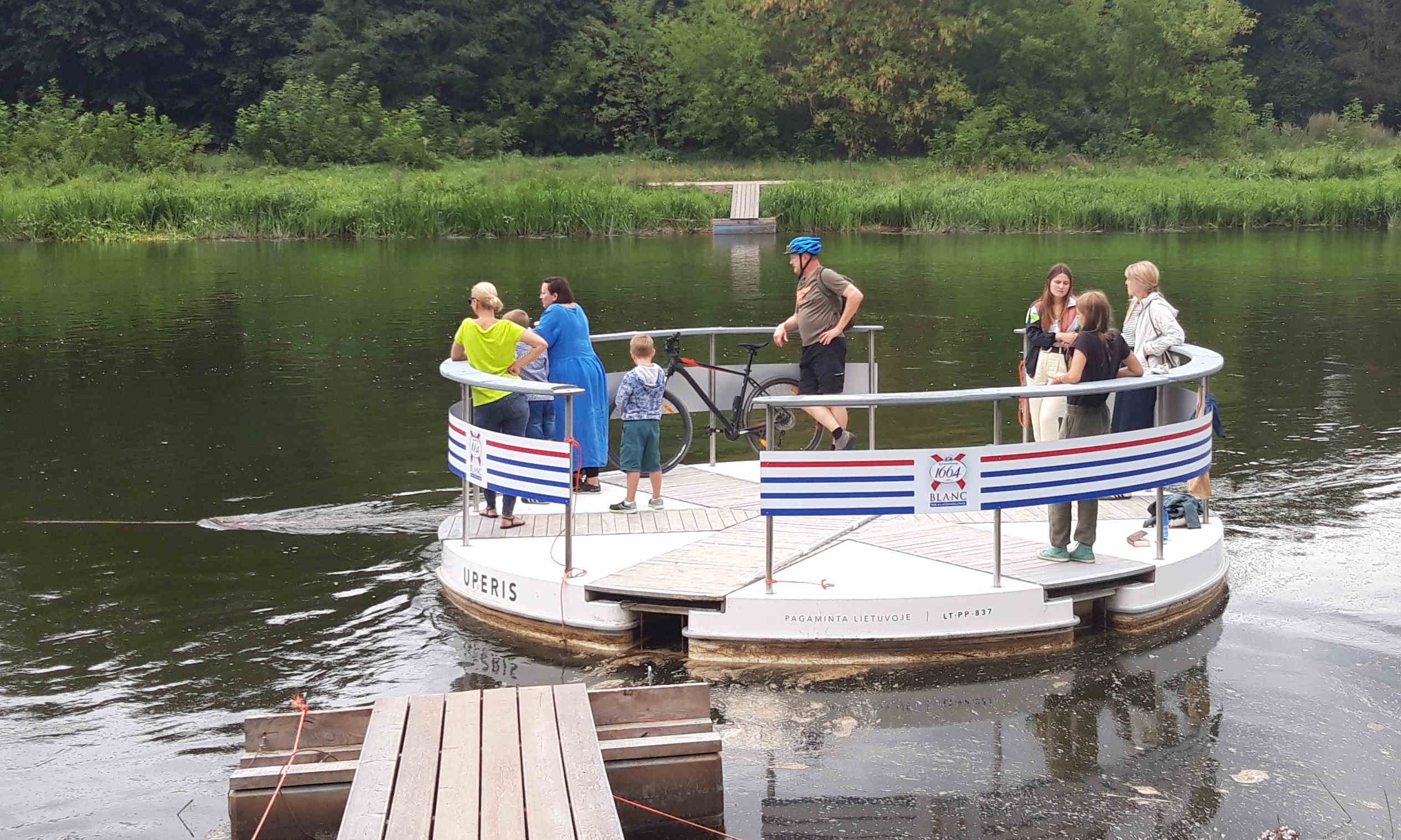
Die neue Gierseilfähre Uperis in Valakampiai, Litauen